# غريجوري كولمب
غريجوري ج.كولومب (5 سبمتبر 1951-11 أكتوبر 2011)كان أستاذ جامعي للغة الإنجليزية والأدب ومدير برامج الكتابة في جامعة فرجينيا. كانت هواياته البحثية في كتابة الدراسات، والأدب في القرن الثامن عشر، والنظرية.
ولد في نيو أورليانز .لويزيانا.درس في جامعة رايس وجامعة فرجينيا. درس اللغة الإنجليزية والكتابة في جامعة شيكاغو، ومعهد جورجيا للتكنولوجيا، وجامعة الينوي في أوربانا شامبين قبل الانتقال إلى جامعة فرجينيا.
يجتمع مع جوزيف م ويليامز، وفرانسيس كيناهان، وجورج د قوبن، ولورانس د ماكينرني، انڜا  مواد تعليمية  للكتاب في الأكاديمية والمهن المشهورة بأسم المدرسة الحمراء الصغيرة. مات كولومب في 11 أكتوبر 2011 في شارلو تسسفيل، فرجينيا.

## الأعمال
- Style: Toward Clarity and Grace. Chicago: University of Chicago Press (1990, 1995) by Joseph M. Williams, two chapters coauthored

- Designs on Truth: A Poetics of the Augustan Mock-Epic. University Park, PA: Penn State University Press (1992)

- The Craft of Research. Chicago: University of Chicago Press (1995, 2003, 2008) with Wayne C. Booth and Joseph M. Williams

- The Craft of Argument. New York: Longman (2002, 2004, 2006) with Joseph M. Williams

- A Manual for Writers of Research Papers, Theses, and Dissertations, Seventh Edition: Chicago Style for Students and Researchers. Chicago: University of Chicago Press (2007) by Kate L. Turabian, revised together with Wayne C. Booth, Joseph M. Williams, and The University of Chicago Press Editorial Staff

- Style: Lessons in Clarity and Grace (2011) with Joseph M. Williams

## الروابط الخارجية
- Obituary in The Daily Progress
- In Memoriam in UVa Today
- Interview with Wayne Booth, Gregory Colomb, and Joseph Williams - authors of The Craft of Research
- Article and Radio Report on The Little Red Schoolhouse